# Eois isabella
Eois isabella är en fjärilsart som beskrevs av William Schaus 1901. Eois isabella ingår i släktet Eois och familjen mätare. Inga underarter finns listade i Catalogue of Life.